# Pachypodium lamerei
Espèce
Classification phylogénétique
Statut CITES
Pachypodium lamerei est une espèce de plantes à fleurs de la famille des Apocynaceae, endémique des forêts tropicales de Madagascar

## Description
C'est une plante grasse columnaire avec une tige cylindrique légèrement élargie à sa base. Elle est gris clair et munie de nombreuses épines très serrées. Les feuilles poussent au sommet des colonnes en formant un panache. Elles sont lanceolées et d'un vert brillant. Pachypodium lamerei a une pousse rapide et peut mesurer plusieurs mètres de haut.
Les fleurs ont 5 pétales blancs ou rouges, liés à leur base. Ces fleurs ne se développent que dans de bonnes conditions quand les plantes sont adultes, soit après 4 à 5 ans.

## Galerie

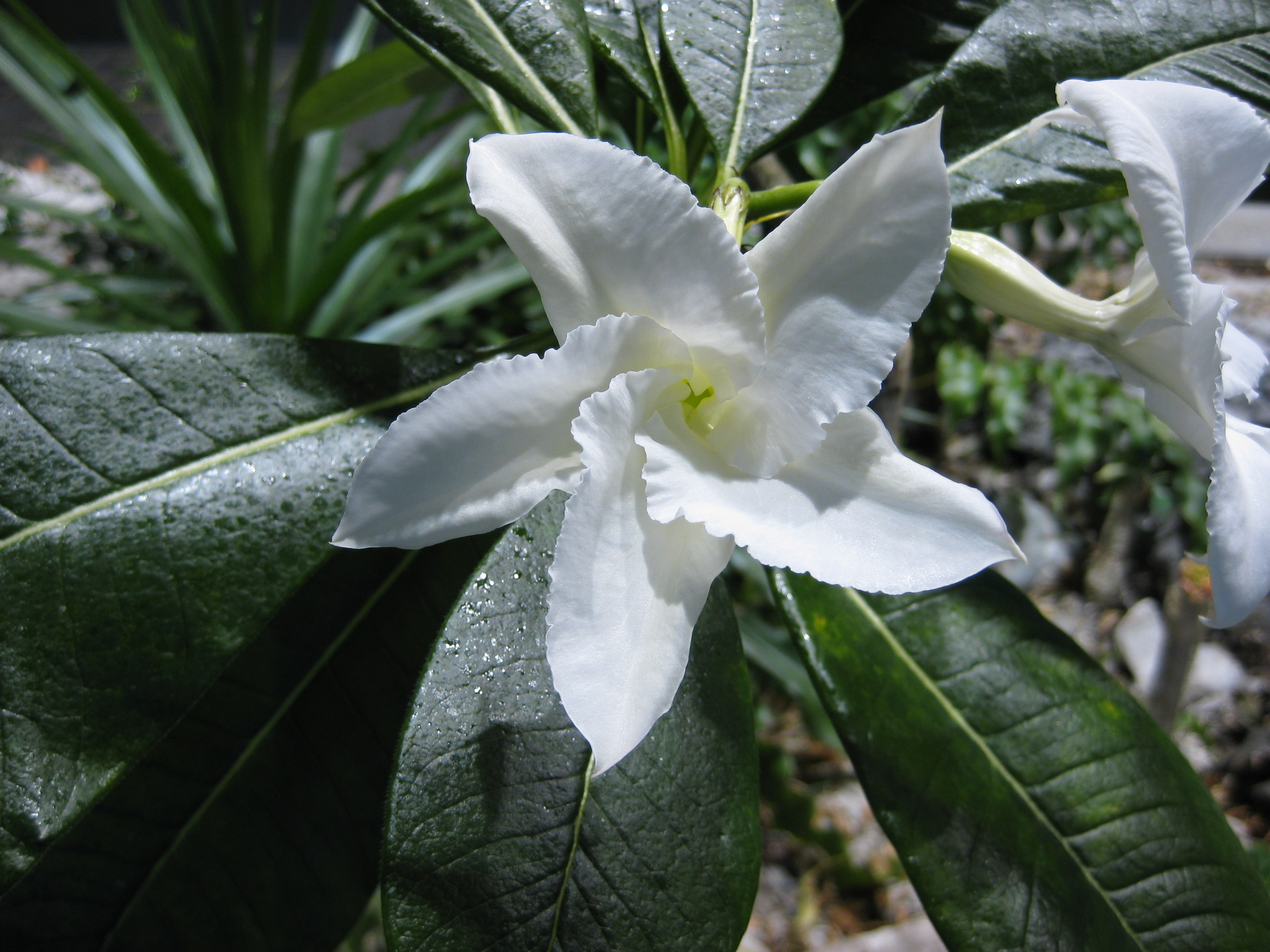
Fleur.
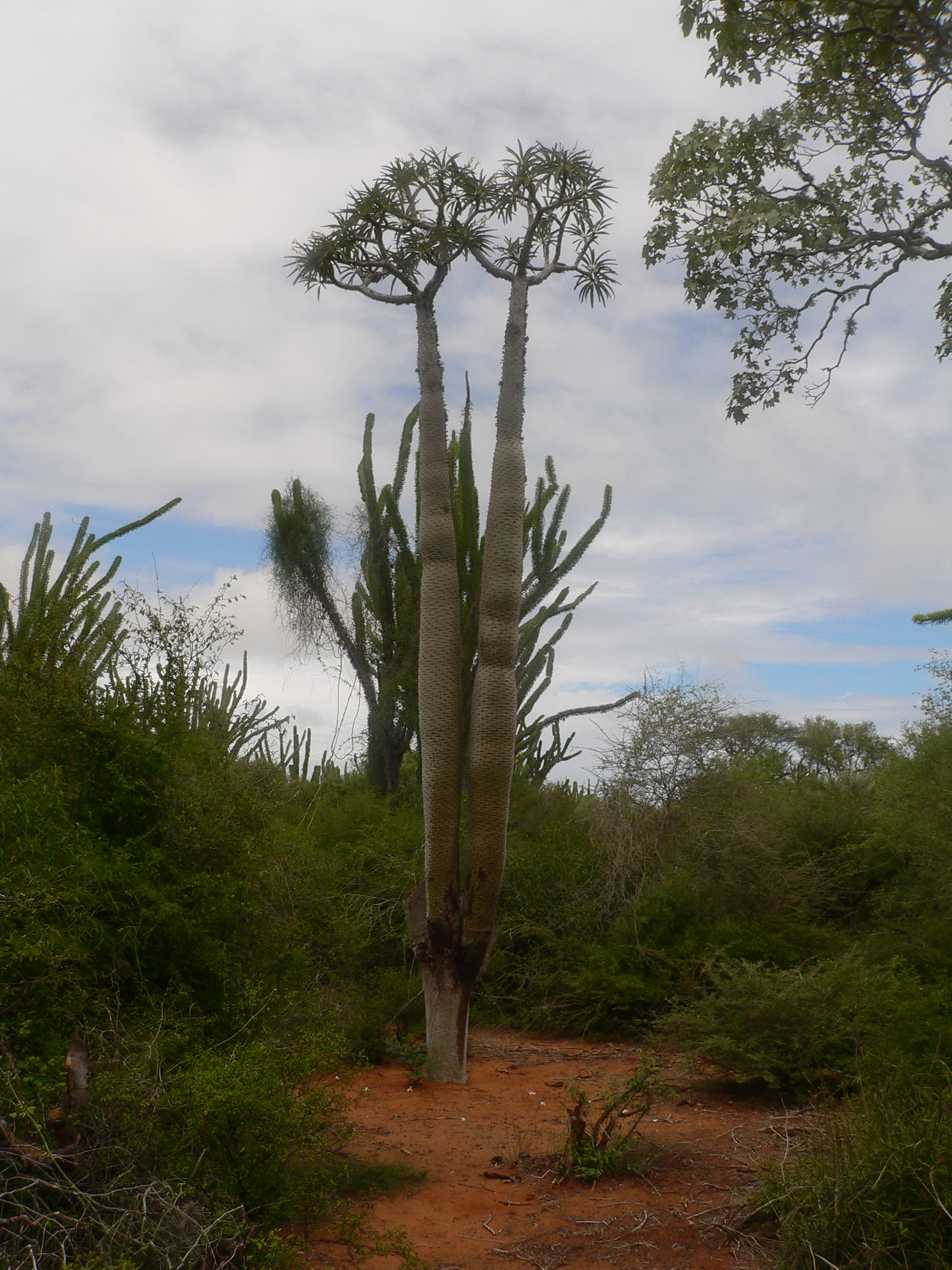
Pachypodium Lamerei, dans la forêt épineuse à Mangily, à l'ouest de Madagascar.
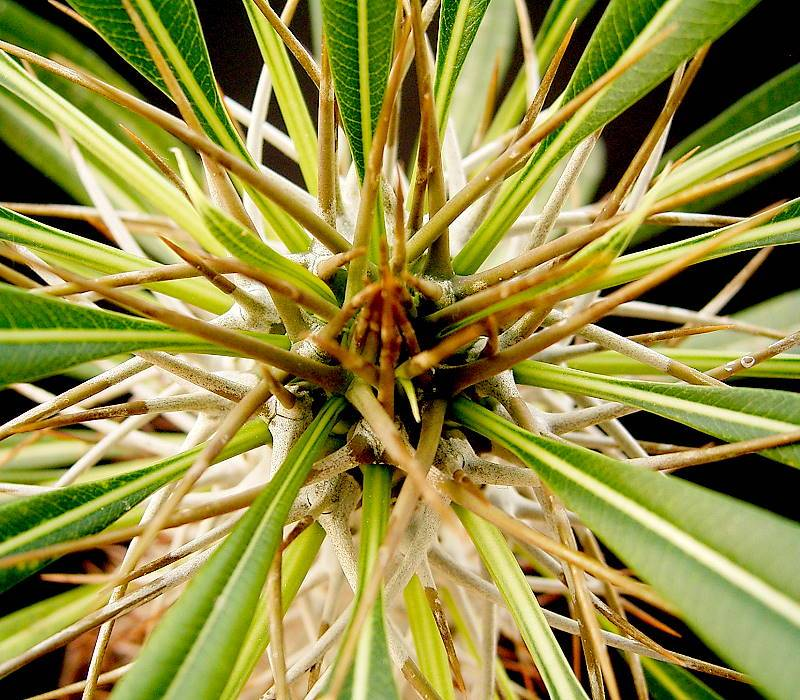
Pachypodium lamerei.